# François Hollande

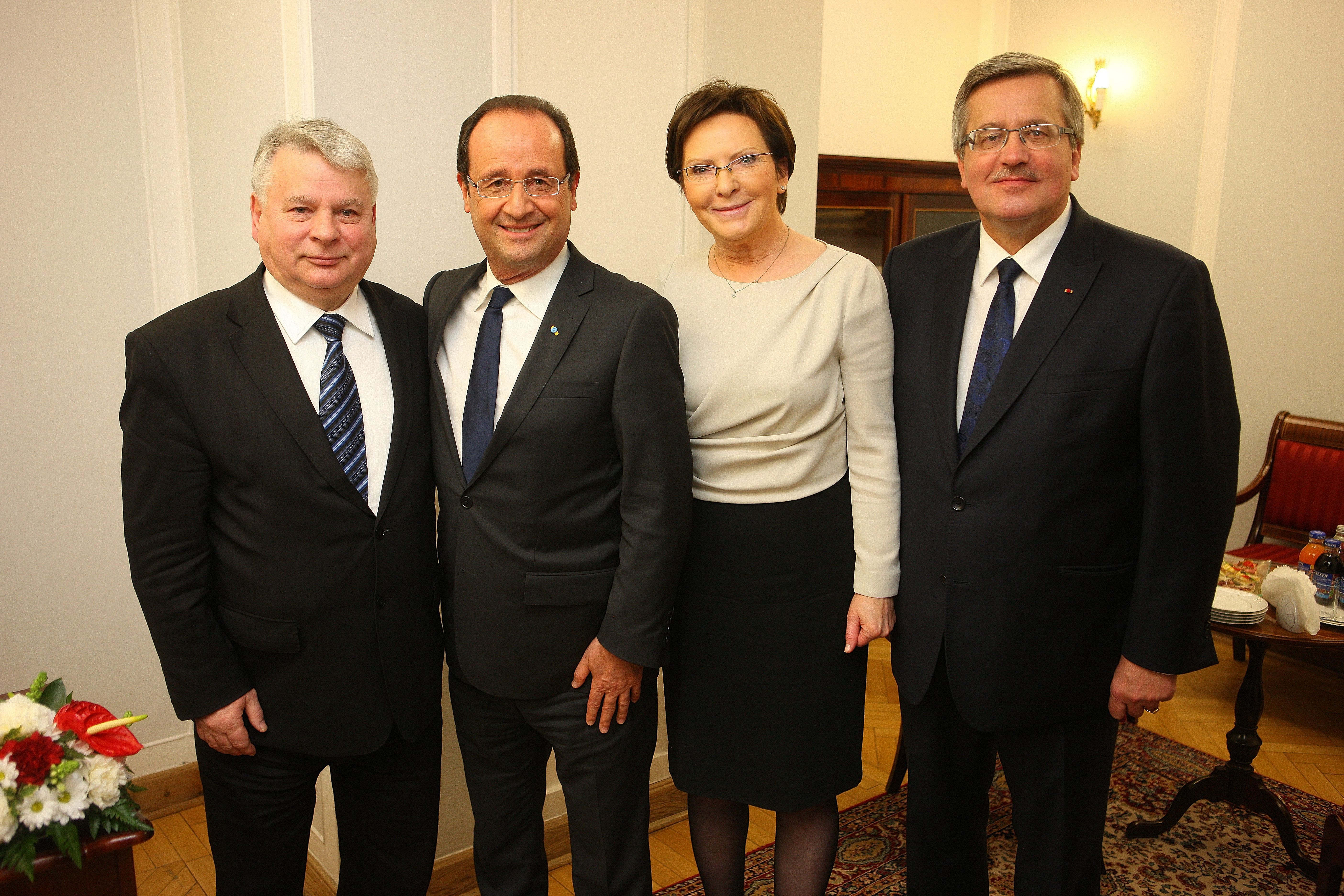
François Hollande z Bronisławem Komorowskim, Ewą Kopacz i Bogdanem Borusewiczem podczas wizyty w Polsce w 2012

François Hollande z parą prezydencką Stanów Zjednoczonych, 11 lutego 2014

François Hollande i Ségolène Royal podczas kampanii parlamentarnej (2007)

François Gérard Georges Nicolas Hollandeⓘ (ur. 12 sierpnia 1954 w Rouen) – francuski polityk, I sekretarz Partii Socjalistycznej w latach 1997–2008, parlamentarzysta krajowy i eurodeputowany. Prezydent Republiki Francuskiej i z urzędu współksiążę Andory w latach 2012–2017.

## Życiorys

### Wykształcenie i działalność zawodowa
Jest synem laryngologa Georges’a Gustave’a Hollande’a oraz pracowniczki socjalnej Nicole Frédérique Marguerite Tribert. Absolwent paryskiej uczelni HEC i Instytutu Nauk Politycznych. Ukończył następnie École nationale d’administration jako siódmy słuchacz w swoim roczniku pod względem wyników w nauce. Pracował w Trybunale Obrachunkowym.

### Działalność polityczna do 2012
Zaangażował się w działalność Partii Socjalistycznej. Na początku lat 80. był dyrektorem gabinetów kolejnych rzeczników prasowych rządu Pierre’a Mauroy.
W trakcie swojej kariery politycznej obejmował szereg stanowisk w administracji terytorialnej. Był radnym miasta Ussel (1983–1989), radnym regionu Limousin (1992) i jego wiceprzewodniczącym (1998–2001). Działał w samorządzie Tulle jako zastępca mera (1989–1995), radny (1995–2001) i mer tej miejscowości (2001–2008). Od 2008 do 2012 przewodniczył radzie generalnej departamentu Corrèze.
W latach 1988–1993 i 1997–1999 sprawował mandat posła do Zgromadzenia Narodowego. W 1999 przez kilka miesięcy był deputowanym do Parlamentu Europejskiego, członkiem frakcji Partii Europejskich Socjalistów. W 2002 i 2007 ponownie był wybierany do izby niższej francuskiego parlamentu.
W 1997 został I sekretarzem Partii Socjalistycznej, po objęciu przez Lionela Jospina urzędu premiera. Utrzymał to stanowisko po porażce lewicy w 2002. W trakcie kampanii przedreferendalnej opowiadał się za poparciem Konstytucji dla Europy, wbrew stanowisku części partyjnych liderów (w tym Laurenta Fabiusa).
W 2006 pozostawał, obok swojej ówczesnej partnerki, Ségolène Royal, najpoważniejszym „kandydatem na kandydata” socjalistów do wyborów prezydenckich. Ostatecznie zrezygnował z ubiegania się o ten urząd. 17 czerwca 2007, po drugiej turze wyborów parlamentarnych, ogłoszono rozstanie Ségolène Royal i François Hollande’a. W 2008 François Hollande zakończył swoje urzędowanie jako przewodniczący Partii Socjalistycznej.

### Wybory prezydenckie 2012
W 2011 poprzez prawybory uzyskał nominację na kandydata Partii Socjalistycznej w wyborach prezydenckich przewidzianych na 22 kwietnia 2012. W pierwszej turze uzyskał najwyższe poparcie spośród 10 kandydatów. Otrzymał około 10,27 miliona głosów (28,63%), wyprzedzając ubiegającego się o reelekcję prezydenta Nicolasa Sarkozy’ego. W drugiej turze uzyskał poparcie na poziomie 51,63% (18 004 656 głosów), czym wygrał wybory prezydenckie. Jest drugim prezydentem (pierwszy był François Mitterrand) reprezentującym Partię Socjalistyczną.

### Prezydent Francji
Urząd prezydenta objął 15 maja 2012. Tego samego dnia mianował nowego premiera, którym został Jean-Marc Ayrault, a także udał się z pierwszą wizytą zagraniczną do Berlina, gdzie spotkał się z niemiecką kanclerz Angelą Merkel. 31 marca 2014, po przegranych przez socjalistów wyborach municypalnych, przyjął dymisję urzędującego premiera, desygnując na ten urząd Manuela Vallsa.
1 grudnia 2016 François Hollande w orędziu ogłosił, że nie będzie ubiegał się o reelekcję w wyborach prezydenckich zaplanowanych na 23 kwietnia i 7 maja 2017. W ostatnich przed ujawnieniem tej decyzji sondażach prezydenckich uzyskiwał poparcie poniżej 10%. Stał się pierwszym prezydentem w powojennej historii Francji nieubiegającym się o ponowny wybór. Sprawowanie urzędu prezydenta Francji zakończył 14 maja 2017, przekazując władzę Emmanuelowi Macronowi.

#### Interwencje wojskowe w Afryce
W styczniu 2013 na prośbę prezydenta Mali Dioncoundy Traorégo zadecydował o wsparciu militarnym tego państwa w konflikcie z rebeliantami, którzy przejęli kontrolę nad północnymi terenami państwa. Interwencja francuska uzyskała poparcie ONZ, której rezolucja nr 2085 z 20 grudnia 2012 autoryzowała rozmieszczenie w Mali wojsk międzynarodowych, w szczególności afrykańskich. Według François Hollande’a operacja „Serwal” angażująca 2500 żołnierzy francuskich miała spowodować osiągnięcie trzech celów: powstrzymanie agresji dżihadystów, zachowanie integralności terytorialnej Mali i obronę Bamako, w którym mieszkało wówczas około 6 tys. obywateli francuskich.
W grudniu 2013 na prośbę Nicolasa Tiangaye, premiera Republiki Środkowoafrykańskiej, François Hollande zdecydował o wysłaniu francuskich żołnierzy do stolicy tego kraju, Bangi. Interwencja wojsk francuskich oraz Unii Afrykańskiej także została zaakceptowana przez Radę Bezpieczeństwa ONZ w dniu 4 grudnia 2013 na mocy rezolucji nr 2127. Według François Hollande’a operacja „Sangaris” podjęta została podczas środkowoafrykańskiej wojny domowej celem powstrzymania masakr ludności w ramach konfliktu wyznaniowego między muzułmanami i chrześcijanami. Operacja miała być krótka i skuteczna, a po około 6 miesiącach żołnierzy francuskich miały zastąpić siły afrykańskie.

#### Stosunki z państwami amerykańskimi
François Hollande odbył wizytę państwową w USA od 10 do 12 lutego 2014, 18 lat po podobnej wizycie Jacques’a Chiraca w 1996. W dniach 10–11 kwietnia 2014 francuski prezydent przebywał w Meksyku, także w ramach wizyty państwowej, w 50 lat po historycznej wizycie prezydenta Charles’a de Gaulle’a w tym kraju w marcu 1964, gdy m.in. uzgodniono udział firm francuskich w budowie metra w stolicy Meksyku. Wizyta była możliwa dzięki uwolnieniu Florence Cassez w styczniu 2013, obywatelki francuskiej, której uwięzienie spowodowało kryzys w stosunkach francusko-meksykańskich i odwołanie „Roku Meksyku” we Francji w 2011. Podczas wizyty podpisano 42 porozumienia z zakresu gospodarki, bezpieczeństwa i kultury oraz przekazano zaproszenie dla prezydenta Meksyku, Enrique Peña Nieto, do przybycia do Francji z wizytą państwową 14 lipca 2015.

#### Stosunki z Polską
Po wyborze François Hollande’a na urząd prezydenta zwiększyła się częstotliwość spotkań dwustronnych w relacjach z Polską niż u poprzednika. W 2013 Francja wysłała 1,2 tys. żołnierzy na ćwiczenia NATO w Polsce w 2013, poparła też inicjatywy Polski odnośnie do kryzysu ukraińskiego.

### Późniejsza działalność
W 2024 powrócił do aktywności politycznej. W przedterminowych wyborach w tymże roku z ramienia koalicyjnego Nowego Frontu Ludowego uzyskał mandat posła do Zgromadzenia Narodowego.

## Życie prywatne
François Hollande przez około trzydzieści lat był związany z Ségolène Royal, z którą ma czwórkę dzieci: Thomasa (ur. 1984), Clémence (ur. 1985), Juliena (ur. 1987) i Florę (ur. 1992). Thomas, który jest adwokatem, pomagał w kampaniach prezydenckich obojga rodziców. Rozstanie polityków zostało ogłoszone w czerwcu 2007, wkrótce po porażce Ségolène Royal w wyborach prezydenckich.
W październiku 2010 François Hollande ogłosił publicznie, że jest związany z Valérie Trierweiler, dziennikarką polityczną „Paris Match” (para spotykała się od 2006).
Na początku 2013 pojawiły się pogłoski o związku François Hollande’a z francuską aktorką Julie Gayet, co skłoniło ją do skierowania do sądu powództwa dotyczącego naruszenia jej prywatności. 10 stycznia 2014 tabloid „Closer” zamieścił siedem stron relacji i zdjęć na temat potajemnych spotkań prezydenta i aktorki w mieszkaniu wynajmowanym przez przyjaciół Julie Gayet w pobliżu Pałacu Elizejskiego. Zostało to szeroko skomentowane przez tak światowe jak i francuskie media, które w przeszłości raczej nie zajmowały się szczegółami życia prywatnego prezydentów. François Hollande powiedział, że żałuje „naruszenia jego prywatnego życia” i myśli o krokach prawnych, jednak nie zaprzeczył istnieniu samego romansu. Po kilkunastu dniach François Hollande oficjalnie ogłosił rozstanie z Valérie Trierweiler. François Hollande i Julie Gayet zawarli związek małżeński w 2022.
Jego bratem był muzyk jazzowy Philippe Hollande (1952–2017).

## Wybrane publikacje
- La gauche bouge (współautor, pod pseudonimem Jean-François Trans), 1985.
- L’Heure des choix. Pour une économique politique (współautor, z Pierre’em Moscovicim), 1991.
- L’Idée socialiste aujourd’hui (współautor), 2001.
- Devoirs de vérité, 2006.
- Discours du Bourget et autres discours de la campagne présidentielle, 2012.

## Odznaczenia
- Wielki Mistrz Legii Honorowej – 2012, ex officio
- Wielki Mistrz Orderu Narodowego Zasługi – 2012, ex officio
- Krzyż Wielki Orderu Narodowego – Mali, 2013
- Krzyż Wielki Orderu Świętego Karola – Monako, 2013[32]
- Order Orła Białego – Polska, 2012[33]
- Kawaler Krzyża Wielkiego Udekorowany Wielką Wstęgą Orderu Zasługi Republiki Włoskiej – Włochy, 2012[34]
- Order Króla Abdulaziza I klasy – Arabia Saudyjska, 2013
- Order Podwójnego Białego Krzyża I klasy – Słowacja, 2013[35]
- Wielka Gwiazda Odznaki Honorowej za Zasługi dla Republiki Austrii – Austria, 2013
- Kawaler Krzyża Wielkiego Orderu Lwa Niderlandzkiego – Holandia, 2014[36]
- Krzyż Wielki Orderu Łaźni – Wielka Brytania, 2014[37]
- Order Serafinów – Szwecja, 2014
- Łańcuch Orderu Izabeli Katolickiej – Hiszpania, 2015
- Order Wolności – Ukraina, 2017[38]